# 戰區高空防御飛彈
終端高空防禦飛彈（英語：Terminal High Altitude Area Defense，簡稱薩德反飛彈系統（THAAD），早期被稱為戰區高空防禦飛彈（英語：Theater High Altitude Area Defense）系统。这是美國陸軍研發的一款採用動能擊殺攔截短程和中程彈道飛彈的末端防禦系統，屬於美國國家飛彈防禦署的一環，旨在攔截飛毛腿飛彈和同類的戰術彈道飛彈。

## 發展過程
終端高空防御飛彈的概念於1987年提出，1990年初，美國陸軍正式提出開發需求，1992年9月完成競標作業；萨德計畫由洛克希德馬丁公司作為主要承包商，主要分包商包括雷神公司、波音公司、Aerojet公司、Rocketdyne、霍尼韋爾公司、BAE系統公司、奧什科甚防禦、MiltonCAT和Oliver Capital Consortium。1995年4月，萨德演示驗證階段（DEM-VAL）第一次實驗在美國白沙飛彈靶場，前6次攔截試射均告失敗；第1次成功攔截在1999年6月10日、1999年8月20再度成功，在白沙飛彈實驗場均以赫拉火箭模擬實際彈道飛彈。從2000年6月起，萨德進入工程發展階段（EMD），該階段將萨德由原先實驗設計研製成完整戰術編裝；在2006年之前的試驗仍在白沙實驗場實施，2006年之後轉移給太平洋飛彈靶場繼續實驗。
美國海軍也有類似的海基神盾彈道飛彈防禦系統，後者同歸屬於美國國家飛彈防禦署，期望發展一種新的專用攔截用飛彈，防禦覆蓋面更廣大、命中率更高，並能夠攔截平流層上的飛彈。
2008年5月28日，萨德在德克薩斯州布利斯堡成軍，編入第11防空炮兵旅第4防空炮兵團下屬之阿爾法營；該營編制有24枚萨德飛彈，配備3輛由M1120 HEMTT所改造的8連裝飛彈發射車、一臺AN/TPY-2雷達、一台指揮車；阿爾法營在2009年開始擔負戰備任務。
2009年10月16日，第11防空炮兵旅第2防空炮兵團下屬之阿爾法營成為第二支萨德操作單位，駐地同樣在布利斯堡。
2012年8月15日，美國彈道飛彈防禦署與洛克希德馬丁公司簽訂15億美金合約，採購不包含雷達的12輛萨德飛彈發射車、2組指揮車、支援設備等，這批訂單為第五個萨德營提供裝備外，也補充給前兩支萨德營各3輛發射車，讓每個營均配備6輛飛彈發射車、1具雷達、1輛指揮車的標準編裝。美軍目前規劃至少需要換裝6個萨德發射營，每個營裝備採購成本需8億美金，預定到2018年9月，美國彈道飛彈防禦署（MDA）採購的萨德飛彈發射車中將有52輛撥交美國陸軍。

## 武器特性
萨德主要針對已經從大氣層上方再次進入大氣層階段、末段航程彈道飛彈進行偵測並防禦，同時也具有一些防空的能力，可以射擊敵方軍事飛機，在一定程度上已可以代替一般的地對空飛彈。
萨德最終達到了比海基標準三型飛彈還大的攔截能力，強化了國家飛彈防禦系統和戰區飛彈防禦系統的功能，本系統採用推力偏向彈頭以秒速2,500m飛向目標予以擊毀，並有紅外線追熱裝置修正最後航向，以發射車一組10枚方式佈署。
搜索追蹤系統則也是車載的AN/TPY-2 （页面存档备份，存于）雷達組有两种模式，一种可以在弹道导弹上升时检测弹道导弹，另一种可以将拦截导向下降的弹头。这雷达使用X波段探测来击导弹，雷达探测距离被指可从几百公里到几千公里。

彈體構造
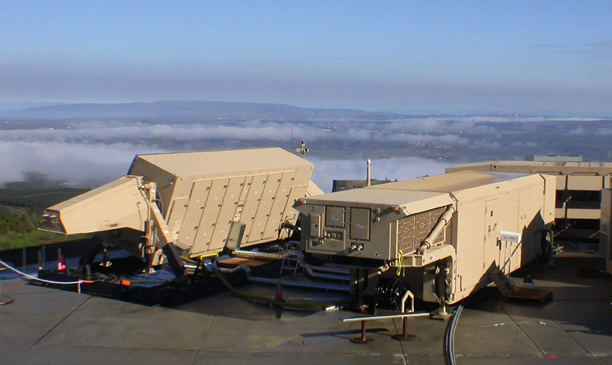
車載的AN/TPY-2雷達車與指揮車

## 使用者

### 已部署地點
- 關島

2013年4月，美軍決定將4防空炮兵團下屬之阿爾法營（第一支完成換裝的薩德系統營）佈署關島，備便應對北朝鮮遠程彈道飛彈的威脅；該營在佈署12個月之後，由第2防空炮兵團下屬之阿爾法營（第二支薩德系統操作單位）換防佈署12個月；目前關島薩德系統營已多次輪調換防。
- 美國德州
- 庆尚北道星州郡
- 日本
- 沙烏地阿拉伯2018年11月26日簽署購買書，購買44套總值150億美元的「薩德」導彈防禦系統[3]。
- 以色列（2019年3月）[4]

## 參看
- 红旗-19地空导弹武器系统
- 高超音速武器

## 外部連結
- Successful THAAD Interceptor Launch Achieved, 22 November 2005
- Successful THAAD Integrated System Flight Test, 11 May 2006
- Successful THAAD Intercept Flight, 12 July 2006
- THAAD可攔截射程3500公里彈道飛彈 （页面存档备份，存于）